# Kjokušin karate
Kjokušin karate (známé též jako Kjokušin kaikan, japonsky 極真会館, v anglickém přepisu do latinky Kyokushin) je styl karate, založen roku 1964 japonským mistrem karate korejského původu Masutacu Ójamou. Zápasy zde probíhají bez jakýchkoliv chráničů a techniky jsou vedeny plnou silou na tělo soupeře. Zakázány jsou pouze údery na hlavu (přičemž kopy na hlavu jsou povoleny). Zápas končí buď knock-outem, nebo po vypršení času rozdílem bodů udělených rozhodčími. Název Kjókušin lze přeložit přibližně jako „Cesta poslední pravdy“. Kjókušinští karatisté jsou proslulí svou houževnatostí, silou a odolností a jejich tréninkové metody patří mezi nejtvrdší na světě.[zdroj?] Jedním z důvodů založení tohoto stylu byla mj. snaha mistra Ójamy vyrovnat se thajským boxerům, proti kterým nemělo tradiční karate šanci.[zdroj?] Vzniklo tak velmi komplexní bojové umění, dodnes odborníky považované za jedno z nejtvrdších na světě. Soupeření thajského boxu s okinawským karate dalo podnět ke vzniku mnoha soutěžních organizací, v čele s K-1. Úrovně technické zdatnosti do mistrovského stupně jsou v kjókušin karate označeny barevnými pásy, v pořadí bílý, oranžový, oranžovo-modrý, modrý, modro-žlutý, žlutý, žluto-zelený, zelený, zeleno-hnědý, hnědý a černý.

## Základní informace
Podobně jako v ostatních stylech karate se cvičí v gi, technická zdatnost jedinců se rozlišuje barvou pásků (10–1 kyu, 1–10 dan). Kromě samotných technik (kihon) a posilování je součástí tréninku také výcvik sebeobrany, sparring a nauka o etice a historii.
V kjokušin karate se soutěží v několika sportovních disciplínách:
- Kumite (souboj)
- Tamešiwari (přerážení desek či cihel)
- Kata (sestavy technik)

## Česká republika
Nejznámějším českým karatistou tohoto stylu je pravděpodobně Jan Soukup,[zdroj?] ačkoliv držitelem nejvyššího technického stupně v ČR je Shihan Petr Droščák, nositel 5. danu, jehož žáci jako první v ČR dosáhli na mistrovství Evropy medailového umístění. Za otce českého kjókušin karate je považován Jiří Potyš (3. dan), který založil historicky první oddíl Kyokushin v Javorníku, okres Jeseník. Následně založil první Českou organizaci Karate Kyokushin a díky němu se dostalo kjokušin mezi širší českou veřejnost a byly zakládány další kluby napříč celou ČR (Brno, Praha, Slavičín, Kroměříž a další). Za zmínku stojí i spolupráce s polským svazem, zejména Shihanem Andrzejem  Drewniakem, 9. dan, sekretářem původní Evropské organizace a Robertem Wajgeltem, 5. dan, ze Sieradského klubu Karate Kyokushin, který působil na počátku rozvoje českého kjokušin jako trenér reprezentace a přinesl pro české závodníky i řadové karatisty neocenitelné zkušenosti.[zdroj?]

## Svazy stylu kjókušin karate v Česku

### Český svaz kyokushin karate (Český svaz karate Kyokushinkai, o.s.)
Datum vzniku: 2010
- Jan Soukup – vedoucí pobočky, prezident ČSKK, reprezentační trenér
- Jana Kořínková – viceprezident ČSKK, hospodář
- Michal Starý – manažer, reprezentační trenér
- Petr Kesner – předseda komise STK, reprezentační trenér

### Česká organizace karate kyokushin
Datum vzniku: 1999
- Jiří Potyš – zakladatel ČOKK, předseda
- Mgr. Petr Droščák – sekretář

### Česká asociace shinkyokushinkai – Oyamas karate
Datum vzniku: 2001
- Mgr. Jiří Žofčin – Prezident svazu
- František Sláma – 1. viceprezident a trenér reprezentace
- Martina Stanko Žofčinová – Člen výboru
- Ing. Arsen Bultaev – Asistent trenéra reprezentace (Také branch chief Českého svazu ashihara karate)
- Ing. Robert Csekes – Hospodář ako a vedoucí úseku rozhodčích